# Seniorpension
Seniorpension er en dansk overførselsindkomst for personer, der har nedsat arbejdsevne, højest har seks år til folkepensionsalderen og har været på arbejdsmarkedet i 25 år. Seniorpensionen blev indført med virkning fra 1. januar 2020.
Seniorpension er én af fire forskellige danske overførselsindkomster, som gør det muligt at trække sig tilbage fra arbejdsmarkedet med offentlig støtte inden folkepensionsalderen. De tre øvrige ydelser er førtidspension, efterløn og tidlig pension. Førtidspensionen og seniorpensionen er begge skønsbaserede ydelser, som tildeles efter visitation, dvs. en læge skal vurdere, at den pågældende person har en væsentlig nedsat arbejdsevne. I modsætning hertil er efterlønnen og den tidlige pension rettighedsbaserede ordninger, som tildeles personer, der opfylder de objektive betingelser.

## Størrelse og betingelser
Adgangskravet til at få seniorpension er i hovedsagen, at den pågældende højest er seks år yngre end folkepensionsalderen og har været fuld tid på arbejdsmarkedet i 25 år. Samtidig skal arbejdsevnen ved en lægefaglig visitation vurderes til at være højst 15 timer om ugen indenfor den pågældendes faglige område.
I 2025 er det månedlige beløb for en enlig person på seniorpension på 21.103 kr. Beløbet afhænger af ens egen og ægtefællens indkomst og er skattepligtigt.

## Baggrund
I maj 2019 indgik Regeringen Lars Løkke Rasmussen III en aftale med Dansk Folkeparti og Radikale Venstre om at erstatte den hidtidige seniorførtidspension med en ny seniorpension for nedslidte ældre. Socialdemokratiet og Socialistisk Folkeparti tiltrådte efterfølgende aftalen.
Seniorførtidspensionen var oprindelig blevet indført i 2014 som en del af tilbagetrækningsreformen fra 2011. I seniorførtidspensionens levetid var der blevet tilkendt langt færre pensioner end på forhånd forventet, og der havde været store forskelle i praksis på området mellem de forskellige kommuner. Modsat seniorførtidspensionen er det ikke kommunerne, der efter en overgangsperiode skal administrere tildelingen af seniorpension, men en central statslig myndighed. Under den efterfølgende regering blev det besluttet, at denne statslige myndighed skulle være ATP. Modsat reglerne for seniorførtidspension skal man ikke gennemgå en undersøgelse af, om man kan klare et andet arbejde, når man søger seniorpension. Det er udelukkende en lægelig vurdering af, hvor meget man kan klare i sit nuværende job, der afgør tildelingen af seniorpension.